# شاوغون
شاوغون هي بلدة في مقاطعة بشكو في ولاية بخارى في أوزبكستان.